# Gouda sajt
A gouda (ejtése kb.: hauda) Gouda holland városról elnevezett félkemény sajt. Ez Hollandia legismertebb és legnagyobb mennyiségben fogyasztott sajtfajtája.
Pasztőrözött tehéntejből készül, zsírtartalma minimum 48, a gyakorlatban inkább 51%. Természetes kérgét paraffinnal vonják be és sárgára színezik. Hagyományosan 15 kg-os kerék formába préselték, de manapság gyakoribb a 30 cm-es átmérőjű, 7,5 cm vastagságú, mintegy 4 kg súlyú kerék forma.
Érlelési idejétől függően lehet fiatal (jonge), azaz 3-6 hetes; érett (belegen), azaz 2-4 hónapos és idős (oude), azaz 5 hónapnál régebbi – és természetesen a közbeeső variációk. A fiatalabb változatok puhábbak és semlegesebb ízűek, az idősebbek egyre szárazabbak, ugyanakkor pikánsabbak és erősebb illatúak.
Története nagyon messzire nyúlik vissza. Régészeti bizonyítékok már az i. e. 800 körüli időből vannak sajtkészítésre a mai Hollandia területén. A középkori holland hajósok, felfedezők egyik fontos úti élelmiszertartaléka volt. Gouda városában a nyári hónapokban ma is minden csütörtök reggel sajtpiacot tartanak – ez azonban ma már inkább idegenforgalmi látványosság.